# Katholisches Milieu
Katholisches Milieu ist ein Begriff der neueren Geschichtswissenschaft. Er bezieht sich vor allem auf die Zeit des 19. Jahrhunderts und des 20. Jahrhunderts. Von Bedeutung ist er insbesondere im Bereich der Wahlforschung und der Untersuchung der politischen Kultur. 
In die deutsche Diskussion im Kontext kulturhistorischer Forschung wurde der Begriff in den 1960er Jahren von Mario Rainer Lepsius eingeführt, konnte aber erst in den 1980/90er Jahren mit der Aufnahme kulturgeschichtlicher Ansätze in der Sozial- und Gesellschaftsgeschichte an Bedeutung gewinnen.

## Katholisches Milieu in Deutschland
Nicht zuletzt zur Untersuchung der katholischen Gesellschaft hat sich in den letzten Jahren der Milieubegriff zu einem der zentralen sozial- und kulturgeschichtlichen Analyseinstrumente entwickelt und hat in gewisser Weise einen ökonomisch verengten Interessen- und Klassenbegriff abgelöst. Anstelle von linearen Erklärungsmustern sozialer Prozesse entlang sozioökonomischer Determinismen trat eine soziokulturelle Überformung  von sozialökonomischen, regionalen, konfessionellen und anderen Dispositionen.
Das katholische Milieu war zunächst und vor allem vornehmlich lokal, parochial auf die Kirchengemeinde ausgerichtet. Zentrale Bindekraft war der vom Klerus vermittelte Glauben, gestützt und verfestigt in der Ritualisierung der Alltagswelt. Dazu gehörte der regelmäßige Gottesdienstbesuch, die Teilnahme an den von Zeit zu Zeit stattfindenden „Volksmissionen“, die Beteiligung an Prozessionen, Wallfahrten und anderen Frömmigkeitsübungen.
Das „katholische Milieu“ als historischer Begriff ist jedoch nicht mit dem Begriff der katholischen Konfession zu verwechseln, obwohl die Beziehungen natürlich groß sind.
Die Milieubildung war nicht zuletzt ein Ergebnis primär politischer Vorgänge in der deutschen Innenpolitik. So tat sich das ursprünglich protestantische Preußen schwer, die Einwohner der katholischen Gebiete in den neuen Westprovinzen Rheinland und Westfalen zu integrieren, weil die staatskirchlichen Ansprüche Preußens im Gegensatz zum katholischen Selbstverständnis standen. Ein erster Höhepunkt des Konflikts zwischen Kirche und Staat waren in den 1830er Jahren die sogenannten Kölner Wirren. Erst die staatliche Verfolgung, die bereits seit dem Vormärz Demokraten, Sozialisten und Katholiken traf und ihren Höhepunkt im Kulturkampf und in den Sozialistengesetzen erreichte, führte zu den starken Solidarisierungseffekten, die trotz innerer Heterogenität lange Zeit wirksam blieben. Die deutschen Katholiken erlebten die Anfänge des Deutschen Reichs als ein Staatsgebilde, das sie benachteiligte, diskriminierte und die „berechtigten Interessen“ ihrer Kirche missachtete. So wurde der Kampf mit dem protestantisch geprägten Staat zur wichtigsten Grundlage der interessenmäßigen Formierung des katholischen Milieus.
Nach dem Ende des Kulturkampfes ließ seit den 1890er Jahren die innere Bindekraft allmählich nach. Während das katholische Milieu nach außen – vor allem gegenüber der „gottlosen“ Sozialdemokratie – noch immer geschlossen auftrat, vollzogen sich im Inneren spannungsreiche Differenzierungsprozesse. Dabei bildeten sich zum Teil entlang sozialer Bruchlinien gewisse Strömungen heraus, die mit der Zeit ein immer stärkeres Eigengewicht bekamen. So gab es einen städtisch-bürgerlichen Flügel, einen populistischen Flügel vor allem aus Kleinbauern und Handwerkern, einen konservativen (groß-)agrarisch-aristokratischen Flügel und einen immer stärker werdenden Arbeiterflügel.
In den Industriegebieten und Großstädten reichte die vor allem religiös vermittelte Milieubindung bald nicht mehr aus, um die zuwandernden Arbeiter in das lokale Milieu zu integrieren. Vor allem in diesen Gebieten entwickelte sich daher ein „nachgeschobenes“ Verbandsmilieu. Dazu zählte etwa der Volksverein für das katholische Deutschland, die katholischen Arbeitervereine und trotz ihrer Überkonfessionalität auch die christlichen Gewerkschaften. Hinzu kamen Verbände für Jugendliche, Frauen und zahlreiche andere Gruppen. Auf Hochschulebene formierten sich als Gegengewicht zu den schlagenden Corps und Burschenschaften vermehrt nichtschlagende katholische Studentenverbindungen, namentlich der CV und der KV. Die Reichweite der Vereine und Verbände zusammen mit den traditionellen Gebetsbruderschaften und ähnlicher Gruppierungen war schließlich so dicht, dass man durchaus zu Recht von einer Organisation von der Wiege bis zur Bahre spricht.
Gleichwohl begann die Bindungskraft des Milieus im 20. Jahrhundert allmählich nachzulassen. Insbesondere die weitgehende Aus- und Gleichschaltung der inzwischen für das Milieu enorm wichtigen katholischen Vereine und Verbände im Nationalsozialismus schwächte die Bindungskraft des Milieus zeitweise enorm, da die nationalsozialistischen Machthaber mit hohem Druck versuchten, den Einfluss der katholischen Kirche möglichst nur auf den religiösen Bereich zu beschränken. Nach Kriegsende erlebte das katholische Milieu allerdings eine Phase der Restauration, die Bindungskraft stieg und die Verbände florierten wieder. Nicht zuletzt die schrecklichen Erfahrungen von Krieg und Diktatur waren Auslöser dieses Trends zurück zu Kirche und Religiosität als Gegenbild zum als „gottlos“ empfundenen Nationalsozialismus, aber vor dem Hintergrund des aufziehenden Kalten Krieges auch zum Kommunismus.
Mit den 1960er Jahren und dem mit ihnen beginnendem internationalem gesamtgesellschaftlichem Aufbruch sank auch die Integrationskraft des katholischen Milieus zusehends. Gründe waren der langfristige Säkularisierungsprozess und der generelle Trend zur Individualisierung, der, befeuert durch die steigende Wirtschaftskraft, sich in neuen Möglichkeiten von Freizeit- und Konsumangeboten, sowie neuen Medien, manifestierte und der kollektiven Struktur des Milieus diametral entgegenstand. Auch die Auswirkungen des 2. Vatikanischen Konzils trugen zur allmählichen Auflösung des Milieus bei. Allerdings zeigt etwa das langfristige Wahlverhalten in katholischen Regionen, wie stark der Einfluss des katholischen Milieus auch heute noch ist.

### Milieukonzept
- Arbeitskreis für kirchliche Zeitgeschichte: Das katholische Milieu als Forschungsaufgabe; in: Westfälische Forschungen 43 (1993); S. 588–654.
- Michael Klöcker: Das katholische Milieu. Grundüberlegungen – in besonderer Hinsicht auf das Deutsche Kaiserreich von 1871; in: Zeitschrift für Religions- und Geistesgeschichte  44 (1992), S. 241–262
- Michael Klöcker: Das katholische Milieu als historische Forschungsperspektive – mit besonderer Berücksichtigung der Rheinlande (Fazit 2010); in: Michael Klöcker: Religionen und Katholizismus, Bildung und Geschichtsdidaktik, Arbeiterbewegung – Ausgewählte Aufsätze, Frankfurt am Main 2011, S. 477–495
- M. Rainer Lepsius: Parteiensystem und Sozialstruktur: Zum Problem der Demokratisierung der Deutschen Gesellschaft; in: Gerhard A. Ritter (Hrsg.): Deutsche Parteien vor 1918; Köln, 1973; S. 56–80
- Antonius Liedhegener: Marktgesellschaft und Milieu. Katholiken und katholische Regionen in der wirtschaftlichen Entwicklung des Deutschen Reiches 1895–1914; in: Historisches Jahrbuch 113 (1993), 1. Halbband; S. 283–354
- Karl-Egon Lönne: Katholizismusforschung; in: GG 1/2000; S. 128–170
- Wilfried Loth: Integration und Erosion: Wandlungen des katholischen Milieus in Deutschland; in: Wilfried Loth (Hrsg.): Deutscher Katholizismus im Umbruch zur Moderne; Konfession und Gesellschaft, 3; Stuttgart, Berlin, Köln 1991; S. 266–281
- Medien-Dienstleistungs GmbH: „Religiöse und kirchliche Orientierungen in den Sinus-Milieus 2005“: Milieuhandbuch; München: MDG, 2005
- Carsten Wippermann und Marc Calmbach: Lebenswelten von katholischen Jugendlichen und jungen Erwachsenen. Grundorientierung, Vergemeinschaftung, Engagement, Einstellung zu Religion/Kirche vor dem Hintergrund der Sinus-Milieus 2007. Heidelberg: Sinus Sociovision 2007.

### Beispielstudien
- Linus Hauser: Kapellenwagen und Fahrzeuge Gottes. Milieukatholische Er-Fahrungen. In: Bäumer, F. – J./ Hampel, A./ Hauser, L./ Prostmeier, F. (Hrsg.): Europassion. Kirche – Konflikte – Menschenrechte. Bad Schussenried 2006, S. 195–221
- Michael Hirschfeld: Katholisches Milieu und Vertriebene. Eine Fallstudie am Beispiel des Oldenburger Landes 1945–1965. Dissertation. Köln / Weimar / Wien 2002.
- Doris Kaufmann: Katholisches Milieu in Münster 1928–1933. Politische Aktionsformen und geschlechtsspezifische Verhaltensräume; Düsseldorfer Schriften zur Neueren Landesgeschichte und zur Geschichte Nordrhein-Westfalens, 14; Düsseldorf 1984
- Arnold Klein: Katholisches Milieu und Nationalsozialismus. Der Kreis Olpe 1933–1939. 1995
- Hans-Jürgen Smula: Milieus und Parteien. Eine regionale Analyse der Interdependenz von politisch-sozialen Milieus, Parteiensystem und Wahlverhalten am Beispiel des Landkreises Lüdinghausen 1919 bis 1933; Münster 1987
- Christian Stöber: Rosenkranzkommunismus. Die SED-Diktatur und das katholische Milieu im Eichsfeld 1945–1989. Berlin 2019
- Maria Anna Zumholz: Volksfrömmigkeit und Katholisches Milieu – Marienerscheinungen in Heede 1937–1940 im Spannungsfeld von Volksfrömmigkeit, nationalsozialistischem Regime und kirchlicher Hierarchie (= Schriften des Instituts für Geschichte und Historische Landesforschung, 12). Cloppenburg 2004 [Entstehung und Ausprägung des katholischen Milieus im Emsland]
- Maria Anna Zumholz: Anpassung – Verweigerung – Widerstand? Katholisches Milieu im Emsland 1933–1945; in: Emsländische Geschichte, Bd. 13; Haselünne 2006; S. 22–104